# École européenne de Tallinn
L’École européenne de Tallinn (EET) (Tallinna Euroopa Kool, en estonien) fondée en 2013 est d'un établissement scolaire multilingue situé à Tallinn, en Estonie, appartenant au réseau des écoles européennes en tant qu'école agréée.

### Pages liées
- École européenne
- Lycée français de Tallinn